# Thomas Homewood
Thomas Homewood (25 septembre 1881 - 1er février 1945) fut un ancien tireur à la corde britannique. Il a participé aux Jeux olympiques de 1908 avec l'équipe britannique de tir à la corde Metropolitan Police "K" Division et remporta une médaille de bronze.